# Hannoversche Rundschau
Hannoversche Rundschau war der Titel einer vom 26. Oktober 1957 bis zum 21. April 1971 drei Mal täglich in Hannover erschienenen Tageszeitung.
Die als überparteilich angesehene Ausgabe Hannover der Norddeutsche Zeitung geriet in finanzielle Schwierigkeiten und sah sich 1951 gezwungen, in Sachen Druck und Vertrieb mit der SPD-eigenen Hannoversche Druck- und Verlagsgesellschaft, die mit der Hannoversche Presse bereits die auflagenstärkste Zeitung auf dem Markt hatte, zusammenzuarbeiten.  1957 wurde die Zeitung in Hannoversche Rundschau umbenannt.
1971 vereinigte der vom Springer-Verlag zum SPD-Verlag gekommene neue Verlagsleiter Peter Krohn, der später als Hamburger-SV-Präsident bekannt wurde, das Blatt, das nur noch über eine Auflage von etwa 30.000 hatte, mit der Hannoverschen Presse zur Neuen Hannoverschen Presse.